# Rimska biskupija
Rimska biskupija je biskupija u Katoličkoj crkvi koja obuhvaća grad Rim te je metropolitansko središte Rimske crkvene pokrajine. Biskup Rimske biskupije, poznat kao papa, po položaju je nasljednik sv. Petra i kao takav je vrhovni poglavar cijele Katoličke crkve, što ovoj biskupiji daje posebno značenje.
Biskupiju su u 1. stoljeću utemeljili apostolski prvaci sv. Petar i sv. Pavao koji su i zaštitnici biskupije. Prvi biskup bio je sv. Petar.
Katedrala je Bazilika sv. Ivana Lateranskog, najvažnija od četiri velike rimske bazilike.
Iako je papa osobno biskup Rimske biskupije, s obzirom na njegove brojne zadaće u upravljanju cijelom Crkvom vlast u biskupiji de facto ima rimski vikar, trenutno Agostino Vallini.